# Зеленоглазковые
Зеленоглазковые (лат. Chlorophthalmidae) — небольшое семейство рыб отряда аулопообразных (Aulopiformes). В него входит 2 рода и 18 видов морских донных рыб, распространённых повсеместно в тропических и умеренных водах. Название происходит от греч. χλωρός — зелёный, и ὀφθαλμός — глаз.

## Общая характеристика семейства

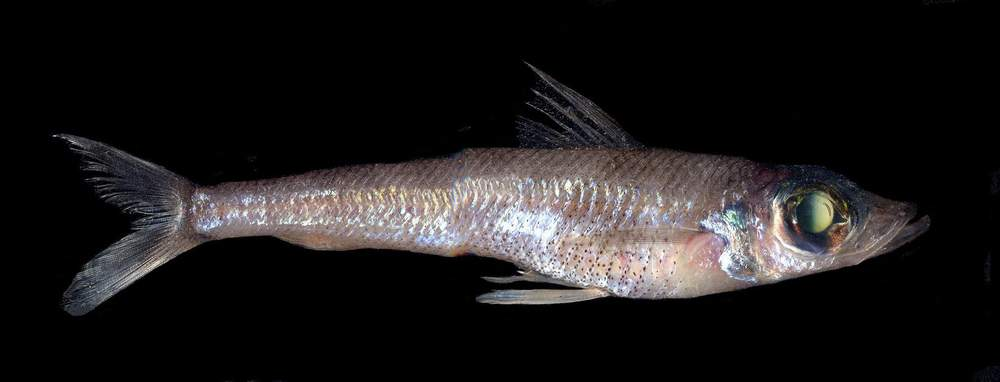
Chlorophthalmus agassizi

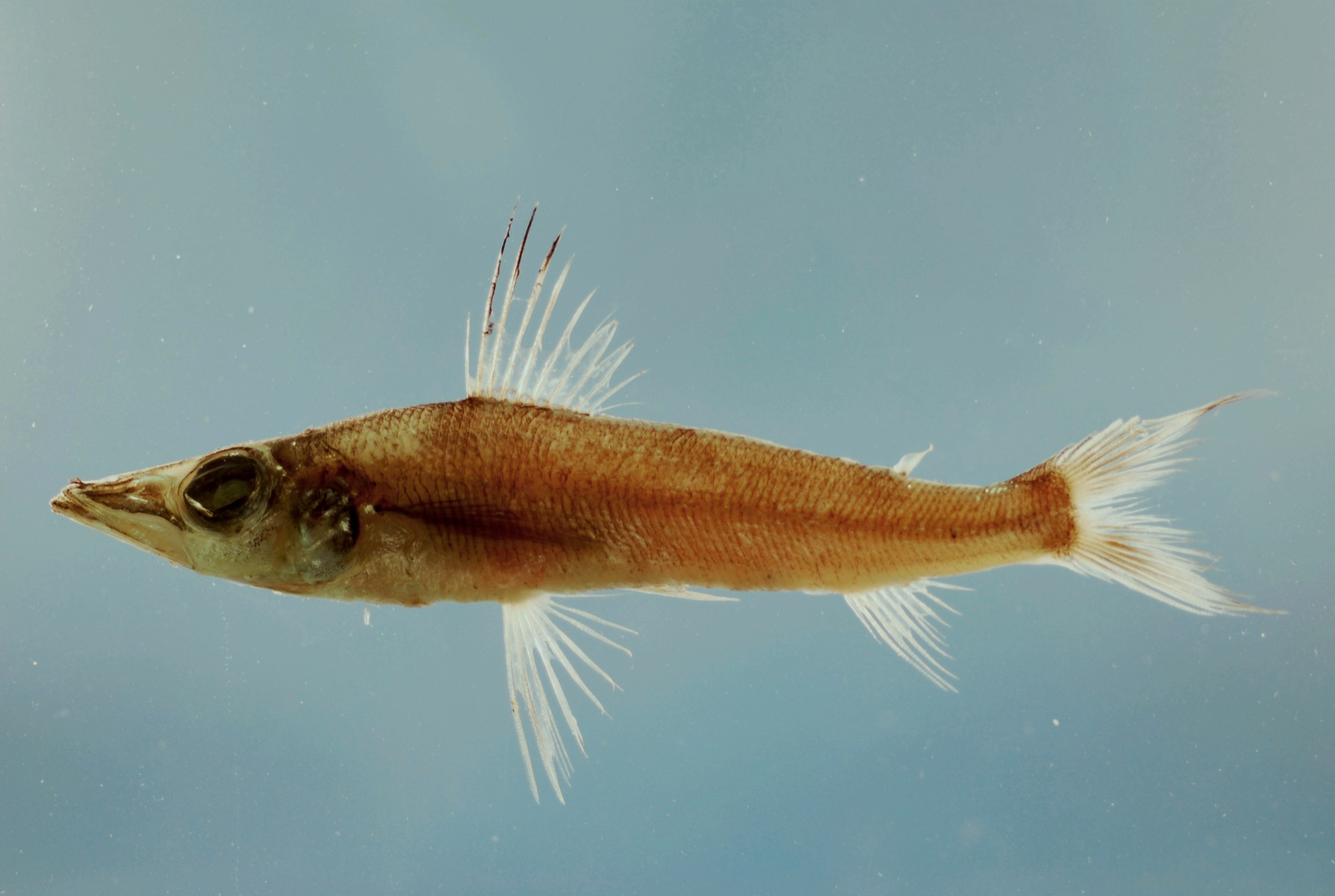
Parasudis truculenta

У всех зеленоглазок тело удлинённое, почти круглое в сечении в передней части и сжатое с боков ближе к хвосту, покрыто циклоидной чешуёй. Голова удлинена и немного сплюснута. Характерны очень большие зелёные глаза, смотрящие вбок и немного вверх. Конец верхней челюсти не заходит за вертикаль заднего края глазницы. Спинной плавник с 9—13 мягкими лучами расположен ближе к голове. В анальном плавнике 7—11 мягких лучей, в грудном плавнике 15—19 лучей, есть жировой плавник. Жаберную перепонку поддерживает 8 лучей. Псевдобранхия (ложножабра) и пилорические придатки имеются. Позвонков 38—50. Окраска — от желтоватой до тёмно-коричневой, иногда с радужными пятнами.
Все зеленоглазковые — гермафродиты. Держатся на глубинах 50—1500 м, предпочитая континентальные шельфы. Питаются мелкими ракообразными и мелкой рыбой; в свою очередь служат кормом для крупных рыб (хеков и пр.).

## Виды
В роде зеленоглазки (Chlorophthalmus) насчитывается 16 видов, род парасудис (Parasudis) включает 2 вида (см. список).
Обыкновенная зеленоглазка (Chlorophthalmus agassizi) — самая крупная из зеленоглазок, достигающая общей длины 40 см, но обычно не превышает размера 25 см. Распространена циркумглобально в умеренных и тропических прибрежных водах — от американского побережья Атлантического океана до Средиземного моря, Индийского и Тихого океанов. Обитает в районах с преобладанием илистых грунтов и мелкого песка. Дальних миграций не совершает. Питается мелкими донными беспозвоночными. Является объектом ограниченного промысла.
Обыкновенный парасудис (Parasudis truculenta) — рыба среднего размера, достигающая в длину 20—25 см. Питается мелкой рыбой, в том числе светящимися анчоусами и гоностомовыми. В восточной Атлантике этот вид, по-видимому, довольно многочислен. Специального промыслового значения не имеет и встречается в уловах главным образом в прилове при промысле креветок: нередко за час траления в донный 12-метровый трал попадаются сотни экземпляров этого вида. 
- Chlorophthalmus
  - Chlorophthalmus acutifrons Hiyama, 1940
  - Chlorophthalmus agassizi Bonaparte, 1840
  - Chlorophthalmus albatrossis Jordan et Starks, 1904
  - Chlorophthalmus atlanticus Poll, 1953
  - Chlorophthalmus bicornis Norman, 1939
  - Chlorophthalmus borealis Kuronuma et Yamaguchi, 1941
  - Chlorophthalmus brasiliensis Mead, 1958
  - Chlorophthalmus chalybeius (Goode, 1881)
  - Chlorophthalmus corniger Alcock, 1894
  - Chlorophthalmus ichthyandri Kotlyar et Parin, 1986
  - Chlorophthalmus mento Garman, 1899
  - Chlorophthalmus nigromarginatus Kamohara, 1953
  - Chlorophthalmus pectoralis Okamura et Doi, 1984
  - Chlorophthalmus proridens Gilbert et Cramer, 1897
  - Chlorophthalmus punctatus Gilchrist, 1904
  - Chlorophthalmus zvezdae Kotlyar & Parin, 1986
- Parasudis
  - Parasudis fraserbrunneri (Poll, 1953)
  - Parasudis truculenta (Goode et Bean, 1896)